# 寅次郎的故事19 寅次郎与贵族
《寅次郎的故事19 寅次郎与贵族》（日語：男はつらいよ 寅次郎と殿様）是一部1977年上映的日本喜剧电影，亦是《寅次郎的故事系列》的第十九部剧场版作品。由山田洋次导演，渥美清、倍赏千惠子、前田吟、下条正巳、三崎千惠子及真野响子等等主演。于1977年8月6日上映。

## 劇情簡介
寅次郎在男孩節回到柴又，因買鯉魚旗給滿男的問題而與家人發生爭執，更得知家人將小狗的名字改成「老虎」(即“寅”的意思)，一怒之下，又再出門旅遊。在愛媛縣大洲市結識到同樣隻身旅行的鞠子，寅次郎熱情地款待鞠子。二人分手後，當鞠子來到東京時，才知道寅次郎家人的餃子店也在東京。另一方面，寅次郎在回東京途中獲得小津的領主後代藤堂先生邀請到家中作客，身為貴族的藤堂先生談到已過世的次子，由於娶了平民出身的女子而被奪繼承權，以致患病也得不到適當治理。藤堂先生如今深感悔疚，希望找回已離開的媳婦，作出一點補償。結果，寅次郎為藤堂先生找到的媳婦，正是在大洲市與他一起遊玩的鞠子。

## 主要演员
- 车寅次郎：渥美清
- 诹访樱：倍赏千惠子
- 堤鞠子（麦当娜）：真野响子
- 车龙造（外甥）：下条正巳
- 车つね（姑妈）：三崎千惠子
- 诹访博：前田吟
- 桂梅太郎（タコ社长）：太宰久雄
- 源公：佐藤蛾次郎
- 诹访满男：中村隼人
- 警官：寺尾聪
- 客栈的老板娘：齐藤美和
- 客栈的女佣：谷よしの
- 藤堂宗通：平田昭彦
- 摄影师：津嘉山正种
- 御前样：笠智众
- 藤堂宗清（领主）：岚宽寿郎
- 吉田六郎太（管家）：三木则平

### 英文
- . 英国电影协会.   [2013-05-17]. （原始内容存档于2012-10-17） （英语）.
- . Complete Index to World Film.   [2013-05-17]. （原始内容存档于2012-09-13） （英语）.
- Galbraith IV, Stuart. . DVD Talk. 2006-03-02  [2013-05-17]. （原始内容存档于2012-10-09） （英语）.

### 德文
- . www.molodezhnaja.ch.   [2013-05-17]. （原始内容存档于2013-05-21） （德语）.

### 日文
- . www.allcinema.net.   [2013-05-17]. （原始内容存档于2013-12-07） （日语）.
- . 日本电影院数据库（日本文化厅）.   [2013-05-17]. （原始内容存档于2012-03-11） （日语）. 外部链接存在于|publisher= (帮助)
- . 日本电影数据库.   [2013-05-17]. （原始内容存档于2013-05-19） （日语）.
- . 电影旬报.   [2013-05-17]. （原始内容存档于2012-03-09） （日语）.

### 中文
- . 豆瓣电影.   [2013-05-17]. （原始内容存档于2016-03-08）.